# Turnstiles
Turnstiles is een album van Billy Joel uit 1976.
Het is Joels vierde studioalbum. Hij schreef het nadat hij terugkeerde naar zijn thuisstad New York. Drie nummers op het album, "Summer, Highland Falls", "New York State of Mind" en "Miani 2017 (Seen the Lights Go Out on Broadway)", gaan ook expliciet over New York. De openingstrack, "Say Goodbye to Hollywood", slaat op Joels vertrek uit Californië. 	
De nummers op het album waren in eerste instantie allen opgenomen in de Caribou Ranch-studios nabij Nederland (Colorado). Dit werd gedaan met leden van de begeleidingsband van Elton John, die destijds Caribou Ranch als vaste opnamelocatie van zijn albums had. Omdat hij ontevreden over de opnames was, nam Joel de rol van producent over en werd in de Utrasonic Recording Studios en Columbia Recording Studios in New York het album opnieuw opgenomen, nu met de muzikanten die Joel ook live begeleiden. 	
Het album was geen commercieel succes: in de Billboard 200 bleef het steken op plek 122, hoewel het in de loop der jaren wel platina status gekregen heeft. Van het album zijn twee singles gehaald, "Say Goodbye to Hollywood" en "James". James was Joels eerste hit in de Benelux, met een 20e positie in de Nederlandse Top 40 en plek 22 in de Ultratop 50 (Vlaanderen). Hoewel het niet als single uitgebracht is, is "New York State of Mind" mogelijk het bekendste nummer van het album. Zeker voor veel inwoners van New York is dit nummer een soort lijflied geworden.

## Tracklijst
Alle muziek en teksten zijn geschreven door Billy Joel. 
| Nr. | Titel                     | Duur |
| --- | ------------------------- | ---- |
| 1.  | Say Goodbye to Hollywood  | 4:36 |
| 2.  | Summer, Highland Falls    | 3:15 |
| 3.  | All You Wanna Do Is Dance | 3:40 |
| 4.  | New York State of Mind    | 5:58 |

| 5.                 | James                                           | 3:53 |
| 6.                 | Prelude/Angry Young Man                         | 5:17 |
| 7.                 | I've Loved These Days                           | 4:31 |
| 8.                 | Miami 2017 (Seen the Lights Go Out on Broadway) | 5:12 |
| Totale duur: 36:22 |                                                 |      |